# Cyborg Slunks
Cyborg Slunks è il ventunesimo album in studio del chitarrista statunitense Buckethead, pubblicato il 30 ottobre 2007 dalla TDRS Music.

## Il disco
La data di uscita dell'album venne annunciata nell'ottobre 2007, insieme ad altri due album: Decoding the Tomb of Bansheebot e Kevin's Noodle House, quest'ultimo realizzato in collaborazione con Brain.
Cyborg Slunks fu inizialmente pubblicato in un'edizione speciale limitata a 800 copie numerate e disegnate a mano da Buckethead. La particolarità di questa edizione è il fatto che le tracce non hanno titolo. Nel dicembre dello stesso anno, l'album venne pubblicato in edizione regolare per il mercato internazionale attraverso il sito della TDRS Music.

## Tracce
Musiche di Buckethead.
1. Sneak Attack – 6:15
2. Reopening of the Scapula Factory – 10:01
3. Infiltration – 4:09
4. Aunt Suzie – 11:44
5. A New War Is Underway – 12:07

## Formazione
- Buckethead – chitarra
- Kody Haggerty – percussioni